# ریگان بولی
ارین بولی مدیر شهر کاوینگتون، واشینگتن است.  وی مدیر ارشد اجرایی و رئیس شعبه اداری دولت شهر است. که بالاترین مقام شهری می‌باشد. 

## تجربه شخصی
پیش از کاوینگتون ،ریگان به مدت چهار سال در شهر افرایم ، ایالت یوتا به عنوان مدیر شهر و هانسن رایت ادی و هاوز یک شرکت حقوقی مستقر در یوتا و به مدت سه سال در دولت محلی و قانون تجارت کار می کرد. خدمات اعضای هیئت اجرایی ریگان شامل: انجمن مدیران شهر ایالت یوتا ، اعتماد دولت های محلی یوتا ، مرکز سیاست و خدمات عمومی در دانشگاه جنوبی یوتا، شرکت توسعه اقتصادی یوتا ، هیئت امنای کالج اسنو و قانون تجارت تجارت در دنور ، کلرادو جامعه.